# Novi Grad (Sarajevo)
Pour les articles homonymes, voir Novi Grad.
Novi Grad (en cryillique : Нови Град) est une municipalité de Bosnie-Herzégovine située dans le canton de Sarajevo et dans la fédération de Bosnie-et-Herzégovine. Selon les premiers résultats du recensement bosnien de 2013, elle compte 124 471 habitants, dont 123 709 pour la partie urbaine de la municipalité.
Novi Grad est l'une des quatre municipalités principales formant la ville de Sarajevo proprement dite.

## Localisation

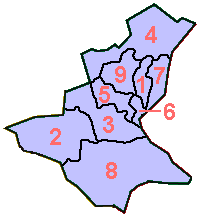
Canton de Sarajevo - Novi Grad correspond au n°5.

Novi Grad est la municipalité la plus à l'ouest de la Ville de Sarajevo. Elle est bordée par celles de Novo Sarajevo, Ilidža, Vogošća et Ilijaš.

## Quartier et localités

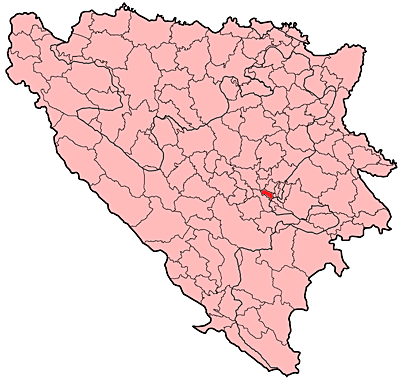
Localisation de la municipalité de Novi Grad en Bosnie-Herzégovine

### Communautés locales et quartiers
| - Boljakov Potok - Staro Hrasno - Čengić Vila - Otoka - Švrakino selo I - Švrakino selo II - Švrakino selo III - Aneks - Alipašino polje-A Faza | - Alipašino polje-B Faza - Alipašino polje-C Faza - Saraj Polje (Vojnicko Polje) - Olimpijsko selo Mojmilo (Village olympique) - Dobrinja A - Dobrinja B - Dobrinja C - Dobrinja D - Buća potok | - Dolac - Alipašin Most II - Alipašin Most I - Briješće - Sokolje - Dobroševići |

### Localités
En plus de sa partie urbaine, la municipalité de Novi Grad compte 2 localités périurbaines : Bojnik et Rečica.

## Démographie

### Évolution historique de la population dans la municipalité
| 1971    | 1981   | 1991    | 2013    |
| ------- | ------ | ------- | ------- |
| 111 811 | 80 559 | 136 616 | 124 471 |

### Répartition de la population dans la municipalité (1991)
En 1991, sur un total de 136 616 habitants, la population se répartissait de la manière suivante :

## Politique
À la suite des élections locales de 2012, les 31 sièges de l'assemblée municipale se répartissaient de la manière suivante :
| Parti                                                               | Sièges |
| ------------------------------------------------------------------- | ------ |
| Parti d'action démocratique (SDA)                                   | 11     |
| Parti social-démocrate (SDP)                                        | 8      |
| Alliance pour un meilleur avenir de la Bosnie-Herzégovine (SBB BiH) | 5      |
| Union sociale-démocrate de Bosnie-Herzégovine (SDU BiH)             | 3      |
| Notre parti (NS)                                                    | 2      |
| Parti bosnien (BOSS)                                                | 1      |
| Parti croate du Droit de Bosnie-Herzégovine (HSP BiH)               | 1      |

Semir Efendić, membre du Parti d'action démocratique (SDA), a été élu maire de la municipalité.